# 圖布阿拉

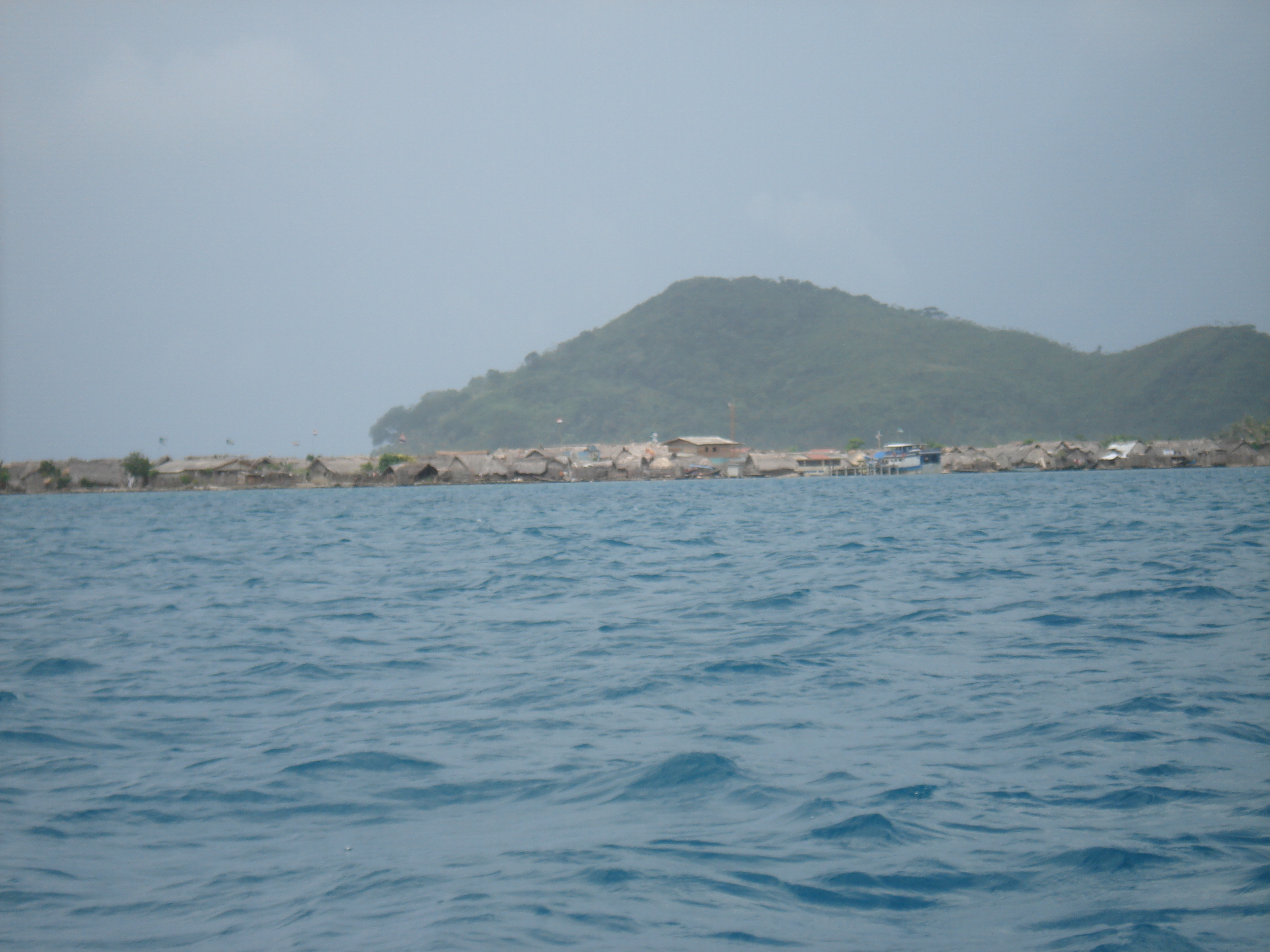
圖布阿拉

圖布阿拉（西班牙語：Tubualá），是巴拿馬的城鎮，位於該國東北部，由庫納雅拉特區負責管轄，面積620.4平方公里，海拔高度0米，2010年人口6,733，人口密度每平方公里10.9人。